# Downtown Miami
Downtown Miami est le quartier d'affaires de la ville de Miami, le plus important de l'État de Floride et le troisième en importance aux États-Unis derrière ceux de New York et Chicago. Brickell Avenue et Biscayne Boulevard sont les principaux axes routiers nord-sud du centre-ville, tandis que Flagler Street est le principal axe est-ouest.

## Géographie

### Situation
Downtown Miami, le quartier des affaires de la ville, est bordé par Omni au nord (avant Wynwood et Edgewater), Park West et Overtown au nord-ouest, Lummus Park et Riverside à l'ouest, tandis qu'il est séparé de Brickell par la rivière Miami et NW 7th Street, marquant la limite entre l'ouest et Midtown. À l'est, le quartier de Downtown est baigné par la baie de Biscayne.
Downtown, qui abrite également de nombreux consulats, reprend vie depuis 2002 avec la réhabilitation de son quartier d'affaires et la construction de nouveaux immeubles modernes dans sa partie située la plus au nord, notamment Ten Museum Park. Le Central Business District de Miami et le quartier financier de Brickell sont désormais grandement réhabilités, tandis qu'un nouveau plan de développement est en cours pour l'aire située derrière la Freedom Tower.

### Transports
Les transports publics dans le centre-ville sont plus utilisés que dans tout autre quartier de Miami. Le Metromover est un système de navettes automatiques sur pneus entièrement automatisé qui possède trois lignes aériennes qui se croisent dans le centre-ville.
Le métro de Miami possède des stations dans une large partie de l'agglomération de Miami, ainsi que du comté de Miami-Dade, desservant également l'aéroport international de Miami et la gare centrale de Miami. Il existe aussi des lignes de bus, le Tri-Rail et des trains de banlieue Amtrak. La principale gare routière desservant le centre-ville est située dans le quartier de Midtown, à Omni Station.

Vue panoramique de Miami.

## Liste des plus hauts immeubles du grand Downtown Miami

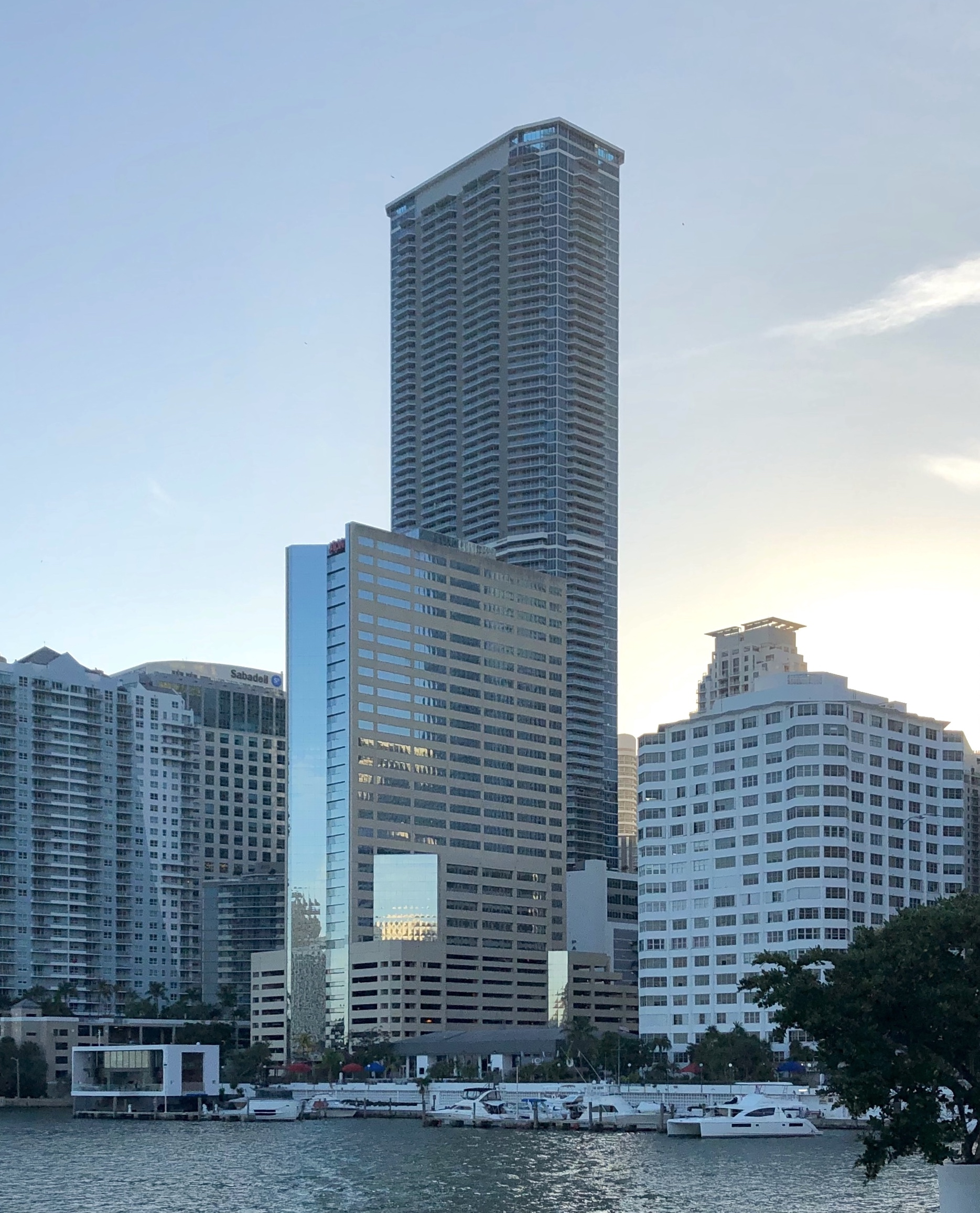
La Panorama Tower.

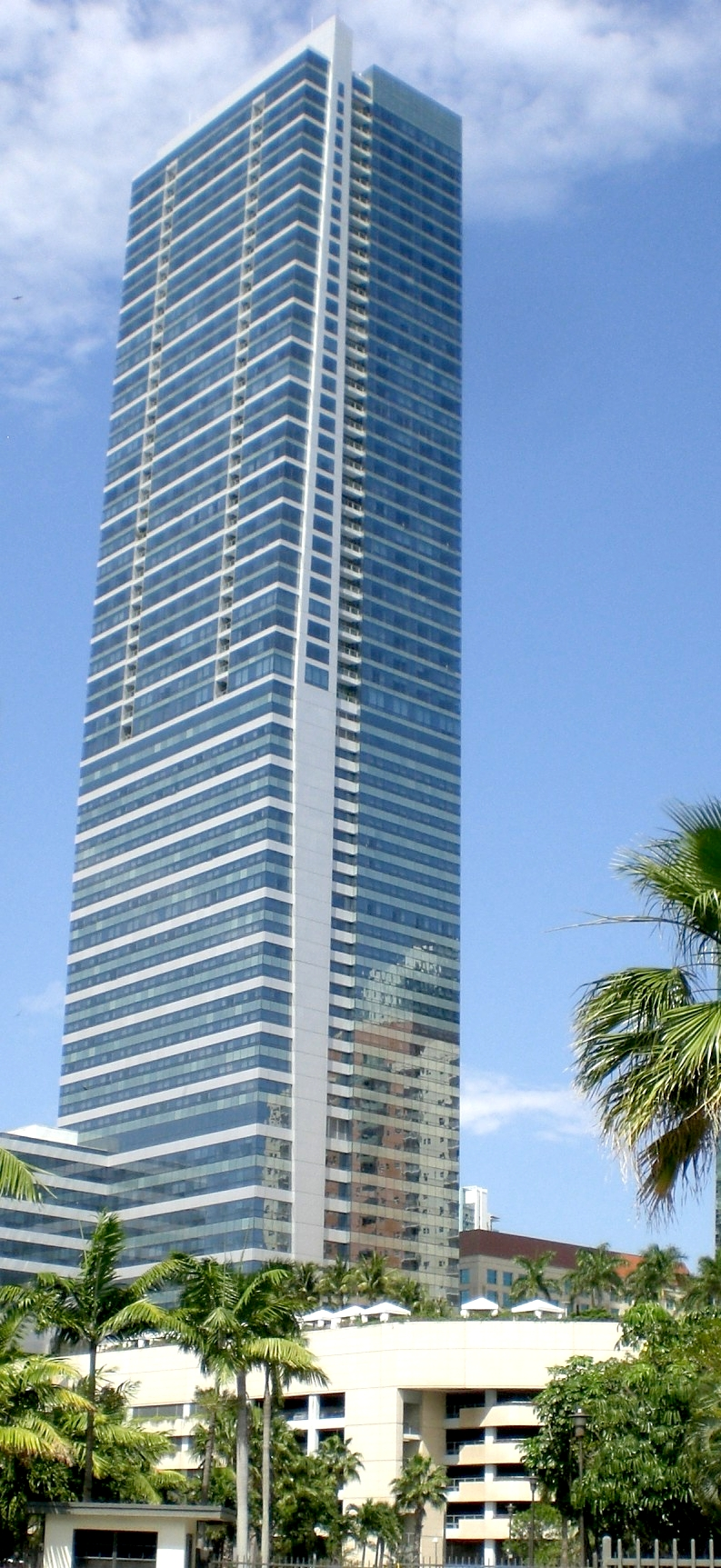
Le Four Seasons Hotel Miami.

Le Four Seasons Hotel Miami est un gratte-ciel haut de 242 mètres et comptant 72 étages, le Four Seasons Hotel occupant les étages 8 à 40. Il s'agit du plus grand immeuble de l'État de Floride jusqu'en 2017, lorsque ce titre est conquis par la Panorama Tower à 265 mètres de hauteur.
- Panorama Tower
- Four Seasons Hotel Miami
- Southeast Financial Center
- Bank of America Tower
- Atlantis Condominium
- Freedom Tower
- Ten Museum Park
- Hotel InterContinental Miami
- One Biscayne Tower
- Jade at Brickell Bay
- Santa Maria Tower
- SunTrust International Center
- Marinablue Miami
- Miami Center
- Espirito Santo Plaza
- Mellon Financial Center
- Brickell on the River
- Met 3
- Vue at Brickell
- One Miami East Tower
- One Miami West Tower
- Opera Tower
- Museum Tower
- Met 2
- Stephen P. Clark Government Center
- 50 Biscayne Tower
- 701 Brickell Avenue
- Three Tequesta Point
- Two Tequesta Point
- Met 1
- The Loft 2
- New World Tower
- Marquis
- Everglades on the Bay
- Dade County Courthouse
- One Broadway
- Icon Brickell North Tower
- Icon Brickell South Tower